# Zanderroth
Die Zanderroth GmbH (Eigenschreibweise: zanderroth gmbh, ehemals Zanderroth Architekten) ist ein deutsches Architekturbüro.

## Geschichte
zanderroth wurde 1999 von Sascha Zander und Christian Roth in Berlin gegründet. Sie erarbeiteten ein Baugruppenkonzept, mit dem sie zahlreiche Wohnungsbauprojekte in Berlin selbst entwickeln und realisieren konnten. Der inhaltliche Schwerpunkt ihrer Arbeit liegt in der Entwicklung, Planung und Ausführung von Projekten im Bereich des städtischen Wohnungsbaus in der Größenordnung von wenigen Wohneinheiten bis zu ganzen städtebaulichen Planungen. Zu den Auftraggebern gehören Privatpersonen, städtische Wohnungsbauunternehmen, Projektentwickler, sowie Bauherrengemeinschaften. 

## Das Baugruppenkonzept
Eine Baugruppe ist ein Zusammenschluss von bauwilligen Einzelpersonen, die gemeinsam Wohnräume entwerfen und bauen, um so ein individuelles Lebensumfeld zu gestalten. Die Bauherren können so vordefinierte Strukturen um gehen und mit den Architekten direkt planen. Kernprinzipien von Baugruppen-Projekte sind Zusammenarbeit in der Gemeinschaft, individuelle Gestaltung, Erschwinglichkeit und Nachhaltigkeit. Die finanzielle Transparenz dieser Projekte ermöglicht es den Teilnehmern, die Mittel effizienter einzusetzen und hochwertigen Materialien und nachhaltigen Technologien Vorrang vor Marketing- und Verwaltungskosten zu geben.
Mit BIGyard haben Zanderroth Architekten ein Projekt realisiert, das von 72 Partnern in Eigenverantwortung errichtet wurde. Der 1.300 m² große Innengarten wird gemeinsam genutzt, ebenso wie die Gemeinschaftsküche, die Sauna und 4 Gästeappartements. Daneben wurden die Wohneinheiten in Privateigentum in Design, Ausstattung und Grundrissen an die Bedürfnisse jedes Eigentümers individuell angepasst. Die Fassaden und die Gartengestaltung wurden jedoch von den Architekten in Zusammenarbeit mit der Gruppe geplant.

## Auszeichnungen und Preise
- 2024: BDA Preis Berlin 2024  – Auszeichnung für th62, Thulestraße 62, Berlin[4]
- 2023: Architektur Preis Berlin 2023 -– Auszeichnung für m17, Magazinstraße 17, Berlin[5]
- 2021: FIABCI Prix d'Excellence 2021 – Silber für th62, Thulestraße 62, Berlin[6]
- 2019: Award Deutscher Wohnungsbau 2019 – 1. Preis Neubau für pa1925, Pasteurstraße 19–25, Berlin[7]
- 2017: FIABCI Prix d'Excellence 2017 – Bronze für li01, Liebigstraße 01, Berlin[8]
- 2017: MIPIM Award 17 – Best Residential Development für li01, Liebigstraße 01, Berlin[9]
- 2016: Iconic Awards – Best of Best, Auszeichnung für cb19, Christburger Straße 19, Berlin[10]
- 2016: Iconic Awards – Gewinner, Auszeichnung für ch39, Christinenstraße 39, Berlin
- 2015: BDA Preis Berlin 2015 – Auszeichnung für ch39, Christinenstraße 39, Berlin[11]
- 2013: Architekturpreis Berlin – Preisträger für ze05 – BIGyard, Zelterstraße 5–11, Berlin[12]
- 2010: Gestaltungspreis der Wüstenrot Stiftung – Auszeichnung für „Neues Wohnen in der Stadt“ für sc11 und ru43[13]
- 2008: BDA Preis Architektur in Brandenburg 2008 – Umbau und Erweiterung der Grundschule Schulzendorf[14]
- 2007: Brandenburgischer Architekturpreis für Umbau und Erweiterung der Grundschule Schulzendorf[15]

## Ausstellungen
- 2023: pionier - Sozialen Wohnungsbau neu denken, Architektur Galerie Berlin
- 2018 DAHEIM – Bauen und Wohnen in Gemeinschaft, Salzburg, Österreich
- 2017: Wohnungsbau in Berlin. Wer baut für wen?, Architektenkammer Istanbul, Türkei
- 2017: Social Housing – definitions and design exemplars, RIBA – Royal Institute of British Architects, London, Großbritannien[16]
- 2016: Self Made City, Cullity Gallery, UWA Nedlands Campus, Perth, Australien
- 2015: Daheim – Bauen und Wohnen in Gemeinschaft, DAM, Frankfurt am Main[17]
- 2013: NeueNeue, BDA, Haus am Dom, Frankfurt am Main
- 2009: experimentsdays 09, Uferhallen, Berlin
- 2009: Nach der Mauer. Wohnen Gedenken, BDA Galerie, Berlin
- 2009: InterCity: Berlin-Praha, DAZ, Berlin
- 2008: Updating Germany. Projekte für eine bessere Zukunft, 11. Architekturbiennale Venedig, Deutscher Pavillon
- 2007: auf.einander.bauen – Baugruppen in der Stadt, DAZ, Berlin
- 2007: Stadtwohnen – Neu, BDA Galerie, Berlin
- 2001: ArchiLab, Orléans, 3e Rencontres Internationales d’Architectures d'Orléans, 90 projets d’habitation 90 architectes